# فابيان أرندت
فابيان أرندت (بالألمانية: Fabian Arndt)‏ (8 سبتمبر 1995 - ) هو لاعب كرة قدم ألماني في مركز الوسط. لعب مع هولشتاين كيل.

## وصلات خارجية
- فابيان أرندت على موقع قاعدة بيانات كرة القدم.إي يو (الإنجليزية)
- فابيان أرندت على موقع بيانات كرة القدم. دي إي (الألمانية)
- فابيان أرندت على موقع عالم كرة القدم.نت (الإنجليزية)